# Body Glove
Body Glove est une entreprise américaine d'habillement et de matériel pour sports nautiques (surf, plongée sous-marine et wakeboard). Elle est fondée en 1953 par les frères Bill et Bob Meistrell et est basée à Redondo Beach, en Californie,,.